# Anita Nathorst
Anita Nathorst, född 24 juli 1894 i Västra Eds församling, död 19 augusti 1941 i Malmö, var en svensk teolog och författare. Hon var den första kvinnliga teologie licentiaten i kyrkohistoria i Sverige. Hon har även uppmärksammats för sina kärleksförhållanden till Lydia Wahlström och Karin Boye, som kallade Nathorst för sin "andliga mor".

## Biografi
Nathorst var aktiv i den kristna studentrörelsen i Sverige. Hon var student vid Uppsala universitet, där hon blev den första kvinnliga teologie licentiaten i kyrkohistoria. Hon var elev till Lydia Wahlström, som hon inledde ett förhållande med 1919. I sina memoarer beskriver Wahlström att den kärlek som skildras i hennes roman Biskopen från 1924, mellan en präst och en ung kvinna, egentligen handlar om kärleken mellan Wahlström och Nathorst. Relationen bröts omkring 1934. Memoarerna gavs ut först efter 1944, då homosexualitet avkriminaliserades i Sverige.
Vid sidan av sina teologistudier studerade Nathorst psykoanalys och författade poesi. 1926 utgavs en diktsamling av Nathorst, St. Elmseld, på Hugo Gebers förlag.
Nathorst hade även en djup och nära vänskap med Karin Boye. Boye kallade Nathorst för sin "andliga mor", och hyste en stor kärlek som dock var obesvarad till Nathorst. Denna kärlek finns beskriven i flera dikter av Boye, bland annat i dikten "Hur kan jag säga" ur den postuma samlingen De sju dödssynderna och andra efterlämnade dikter från 1941.
Tidigt drabbades Nathorst av bröstcancer. Hon behandlades av Alingsås-läkaren Iwan Bratt, och de inledde en kärleksrelation. Det var även under den tiden hon kom nära Karin Boye. Efter att relationen med Bratt avslutades bosatte sig Nathorst i Malmö, där hon 19 augusti 1941 avled på Malmö sjukhem. Anita Nathorst är begravd på Uppsala gamla kyrkogård.